# Passalacqua (azienda)
La S. Passalacqua S.p.A. è un'azienda italiana produttrice di caffè, fondata nel 1948 da Samuele Passalacqua.

## Il logo storico
L'immagine storica dell'azienda è un piccolo indiano che si lecca i baffi. L'idea del logo venne a Samuele Passalacqua in seguito a un evento che suo figlio Biagio ha raccontato in un'intervista rilasciata al mensile Il Den:
(Biagio Passalacqua, Il Den, marzo 2008)
L'aggiunta delle piume nel logo è un omaggio dell'azienda al Messico.